# Luçac (Puèi Domat)
Lussat és un municipi francès situat al departament del Puèi Domat i a la regió d'Alvèrnia-Roine-Alps. L'any 2007 tenia 842 habitants.

## Demografia

### Població
El 2007 la població de fet de Lussat era de 842 persones. Hi havia 341 famílies de les quals 90 eren unipersonals (39 homes vivint sols i 51 dones vivint soles), 102 parelles sense fills, 133 parelles amb fills i 16 famílies monoparentals amb fills.
La població ha evolucionat segons el següent gràfic:
Habitants censats

### Habitatges
El 2007 hi havia 386 habitatges, 347 eren l'habitatge principal de la família, 10 eren segones residències i 28 estaven desocupats. 366 eren cases i 19 eren apartaments. Dels 347 habitatges principals, 295 estaven ocupats pels seus propietaris, 44 estaven llogats i ocupats pels llogaters i 8 estaven cedits a títol gratuït; 13 tenien dues cambres, 39 en tenien tres, 114 en tenien quatre i 182 en tenien cinc o més. 277 habitatges disposaven pel capbaix d'una plaça de pàrquing. A 109 habitatges hi havia un automòbil i a 214 n'hi havia dos o més.

### Piràmide de població
La piràmide de població per edats i sexe el 2009 era:
| Homes | Edats   | Dones |
| ----- | ------- | ----- |
| 0     | 95 o +  | 0     |
| 0     | 90 a 94 | 0     |
| 0     | 85 a 89 | 0     |
| 16    | 80 a 84 | 4     |
| 4     | 75 a 79 | 12    |
| 8     | 70 a 74 | 24    |
| 20    | 65 a 69 | 20    |
| 20    | 60 a 64 | 8     |
| 20    | 55 a 59 | 12    |
| 36    | 50 a 54 | 48    |
| 44    | 45 a 49 | 48    |
| 32    | 40 a 44 | 12    |
| 8     | 35 a 39 | 16    |
| 20    | 30 a 34 | 8     |
| 36    | 25 a 29 | 32    |
| 20    | 20 a 24 | 12    |
| 24    | 15 a 19 | 48    |
| 20    | 10 a 14 | 20    |
| 16    | 5 a 9   | 12    |
| 16    | 0 a 4   | 16    |

## Economia
El 2007 la població en edat de treballar era de 567 persones, 417 eren actives i 150 eren inactives. De les 417 persones actives 382 estaven ocupades (208 homes i 174 dones) i 36 estaven aturades (16 homes i 20 dones). De les 150 persones inactives 67 estaven jubilades, 37 estaven estudiant i 46 estaven classificades com a «altres inactius».

### Ingressos
El 2009 a Lussat hi havia 360 unitats fiscals que integraven 884 persones, la mediana anual d'ingressos fiscals per persona era de 19.172 €.

### Activitats econòmiques
Dels 26 establiments que hi havia el 2007, 1 era d'una empresa extractiva, 1 d'una empresa alimentària, 3 d'empreses de fabricació d'altres productes industrials, 8 d'empreses de construcció, 2 d'empreses de comerç i reparació d'automòbils, 4 d'empreses de transport, 1 d'una empresa d'hostatgeria i restauració, 1 d'una empresa financera, 3 d'empreses de serveis i 2 d'empreses classificades com a «altres activitats de serveis».
Dels 8 establiments de servei als particulars que hi havia el 2009, 2 eren paletes, 1 guixaire pintor, 1 fusteria, 1 lampisteria, 1 electricista, 1 perruqueria i 1 saló de bellesa.
L'únic establiment comercial que hi havia el 2009 era una fleca.
L'any 2000 a Lussat hi havia 20 explotacions agrícoles que ocupaven un total de 696 hectàrees.

## Equipaments sanitaris i escolars
El 2009 hi havia una escola elemental.

## Poblacions més properes
El següent diagrama mostra les poblacions més properes.